# Molanna jolandae
Molanna jolandae är en nattsländeart som beskrevs av Arturs Neboiss 1993. Molanna jolandae ingår i släktet Molanna och familjen skivrörsnattsländor. Inga underarter finns listade i Catalogue of Life.